# Pismo ideograficzne

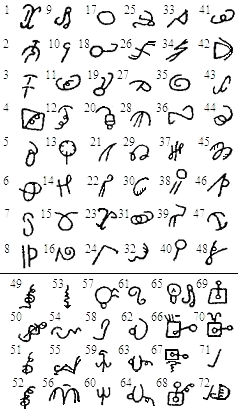
Ideogramy czukockie

Pismo ideograficzne – pismo, w którym poszczególny znak oznacza pojęcie. Powstało w drodze ewolucji pisma piktograficznego, w którym piktogram oznaczał już nie tylko jeden określony przedmiot, tylko także związaną z nim ideę lub pojęcie (dla przykładu, znak kółka mógł oznaczać w zależności od kontekstu zarówno słońce, jak i bóstwo słońca lub dzień, z kolei pojęcie zwierzęcia mogło zostać wyrażone zarówno znakiem z jego wizerunkiem lub tylko jego łba, a czynność „iść” mogła zostać wyrażona za pomocą dwóch kresek, które symbolizują nogi). Podstawowe ideogramy (np. oko ze łzą – smutek) spotykane są w wielu pismach pierwotnych, jak np. kalifornijskie malowidła naskalne i bardziej rozwiniętych pismach (wczesnych hieroglifach, pismach Majów, Azteków i chińskich). Pisma ideograficznego w czystej postaci używały niektóre plemiona afrykańskie, ludy Ameryki Północnej i Środkowej, Polinezji, Australii, syberyjscy Jukagirzy.